# Jagga Jasoos
Pour plus de détails, voir Fiche technique et Distribution.
Jagga Jasoos est un film d'aventure musical indien en langue hindi de 2017  écrit et réalisé par Anurag Basu, et produit par Siddharth Roy Kapur, Basu et Ranbir Kapoor.
Il met en vedette Kapoor et Katrina Kaif et raconte l'histoire d'un détective adolescent à la recherche de son père disparu. Il est sorti le 14 juillet 2017 avec des critiques mitigées de la part des critiques et a été un échec au box-office, mais a remporté dix nominations aux 63e Filmfare Awards, en remportant quatre d'entre elles pour la musique du film.

## Synopsis
L'histoire de Jagga Jasoos tourne autour de l'affaire très médiatisée du largage d'armes de Purulia, qui a eu lieu en 1995, prétendument pour renverser le gouvernement communiste de l'époque du Bengale occidental, en Inde. Jagga, un jeune garçon curieux et timide dans une petite ville pittoresque, vit une vie heureuse avec son père adoptif sujet aux accidents, Badal Bagchi. Jagga, gêné par son bégaiement, ne parle pas beaucoup. Un jour, Bagchi lui apprend à « parler » en chanson. Quelque temps plus tard, après avoir admis Jagga dans un pensionnat, Bagchi disparaît soudainement. Se sentant abandonné, le seul contact de Jagga avec Bagchi est une cassette VHS qu'il reçoit par courrier chaque année le jour de son anniversaire. Armé de compétences de détective pointues, Jagga entreprend de résoudre le mystère de la disparition de son parent. En chemin, il trouve un partenaire en la personne de Shruti Sengupta, une journaliste sujette aux accidents qui a sa propre affaire criminelle internationale à résoudre. En utilisant quelques astuces apprises de Bagchi, Jagga, avec Shruti, se lance dans une mission pour découvrir les détails de la mystérieuse vie secrète de son père et se retrouve impliqué dans un trafic de contrebande mondial. Le film se termine plus tard sur un cliffhanger alors qu'il montre Jagga et son père sur un bateau de croisière après avoir été capturés par Bashir Alexander à deux têtes.

## Fiche technique
- Titre original : Jagga Jasoos
- Langue : Hindi
- Réalisateur : Anurag Basu
- Pays de production :  Inde
- Genre : Aventure, comédie, film musical
- Durée : 162 minutes
- Dates de sortie :
  - Inde : 14 juillet 2017
  - France : 15 juillet 2018